# Vaszílisz Lákisz
Vaszílisz Lákisz (görögül: Βασίλης Λάκης; Szaloniki, 1976. szeptember 10.) görög válogatott labdarúgó.
Tagja volt a 2004-ben Európa-bajnokságot nyert görög válogatott keretének és részt vett a 2005-ös konföderációs kupán.

## Sikerei, díjai
AÉK
- Görög kupagyőztes (2): 2000, 2002

Görögország
- Európa-bajnok (1): 2004

Görögország U21
- U21-es Eb-döntős (1): 1998